# Contea di Dangtu
La contea di Dangtu (当涂县S, Dāngtú XiànP) è una contea della Cina, situata nella provincia dell'Anhui.